# جرمی دیویدسن (هنرپیشه)
جرمی دیویدسن (انگلیسی: Jeremy Davidson؛ زادهٔ ۲۴ دسامبر ۱۹۷۱) فیلم‌نامه‌نویس، تهیه‌کننده فیلم، بازیگر و کارگردان اهل ایالات متحده آمریکا است.
از فیلم‌ها یا مجموعه‌های تلویزیونی‌ای که وی در آن‌ها نقش داشته است، می‌توان به از آسیب رساندن بپرهیز اشاره نمود.